# Musikantenland
Das Musikantenland ist ein Gebiet der nördlichen Westpfalz, nördlich des Landstuhler Bruchs im Bereich der Flüsse Glan und Lauter gelegen. Umliegende Städte sind Kusel, Kaiserslautern, Rockenhausen und Meisenheim (außer Kusel werden diese Städte nicht mehr zum Musikantenland gezählt). Es gehört zu den Landkreisen Kusel und Kaiserslautern. Benannt ist dieser Landstrich nach dem Westpfälzer Wandermusikantentum, das vor allem von 1850 bis zum Ersten Weltkrieg von hier seinen Ausgang nahm.

## Verwendung des Begriffs
Der Begriff „Musikantenland“ wird heute in diesem Gebiet vielfach zu touristischen Zwecken verwendet. Unter dem Slogan „Pfälzer Bergland - Kuseler Musikantenland“ präsentiert der Landkreis Kusel seine touristischen Aktivitäten. Regionale Speisen werden mit dem Vorsatz „Musikantenland“ versehen, es gibt zum Beispiel einen Musikantenlandbraten und Musikantenlandbratwürste. 
An die Geschichte des Westpfälzer Wandermusikantentums erinnern das Musikantenland-Museum in der Burg Lichtenberg bei Kusel und das Westpfälzer Musikantenmuseum in Mackenbach. 
Seit 1984 wird vom Landkreis Kusel der Lichtenburgpreis des Musikantenlandes als Anerkennung besonderer Leistungen auf dem Gebiete der Pflege und Weiterentwicklung der Westpfälzer Musikantentradition verliehen. Elmar Wolf, ebenfalls Lichtenburgpreisträger, gründete nach dem Ausscheiden aus dem EWOTON-Musikverlag den Verlag „EDITION Musikantenland“ auch als Zeichen der Zuneigung zum Kuseler Musikantenland.
Im Jahre 2003 wurde die 1948 gegründete Kreismusikschule in „Musikschule Kuseler Musikantenland“ umbenannt. 
Auch Bauwerke wie die Musikantenlandhalle, eine Mehrzweckhalle in Jettenbach, tragen den Namen.